# Перес Морено Гомес, Фаустино
Фаустино Перес Морено Гомес (исп. Faustino Pérez-Moreno Gómez; 25 апреля 1969, Толедо), более известный как Тино Перес (исп. Tino Pérez) — испанский мини-футбольный тренер. Ныне возглавляет клуб Барселона.

## Биография
Тино Перес молниеносно ворвался в тренерскую элиту Испании. Возглавив в 1996 году «КЛМ Талаверу», он в первом же своём сезоне привёл клуб к победе в чемпионате Испании и был признан лучшим тренером лиги. Затем последовал выигрыш суперкубка. А в 1998 году его «КЛМ Талавера» обыграла в финале Турнира Европейских чемпионов российскую Дину и выиграла титул сильнейшей команды Европы. Больше с этим клубом Перес ничего не выигрывал, хотя и участвовал в ещё двух финалах чемпионата и двух финалах кубка Испании.
В 2000 году Тино Перес возглавил «Плайас де Кастельон». Вскоре он привёл клуб в победе в чемпионате, но наиболее крупных успехов Перес достиг на европейской арене. Испанский клуб под его предводительством трижды подряд завоёвывал титул сильнейшей команды Европы, выиграв последний розыгрыш Турнира Европейских чемпионов и два дебютных розыгрыша Кубка УЕФА по мини-футболу. Таким образом, команды Переса четырежды становились сильнейшими в Европе, и он является рекордсменом по этому показателю.
После «Плайас де Кастельон» Перес возглавлял «Аскар Луго» и «Полярис Уорлд Картахена». Он не выиграл с ними трофеев, но довёл первый клуб до финала кубка Испании 2005 года, а второй — до финала чемпионата Испании 2006 года. Затем он один сезон возглавлял «Арминьяна Валенсию», после чего покинул Испанию и стал тренером румынского клуба «Дизайн Конструкт Брашов». Но в конце 2009 года клуб, испытывавший финансовые трудности, был вынужден отказаться от услуг испанца.
Летом 2010 года Тино Перес возглавил российский клуб «Динамо».

## Тренерские достижения
- Победитель Турнира Европейских чемпионов по мини-футболу (2): 1998, 2001
- Обладатель Кубка УЕФА по мини-футболу (2): 2001/02, 2002/03
- Чемпион Испании по мини-футболу (2): 1996/97, 2000/01
- Обладатель Суперкубка Испании по мини-футболу 1997
- Чемпион России по мини-футболу (3): 2011, 2012, 2013
- Обладатель Кубка России по мини-футболу (3): 2011, 2013, 2014